# Jorge Higuaín
Jorge Nicolás Higuaín (ur. 8 czerwca 1957) to były argentyński piłkarz występujący na pozycji obrońcy. W trakcie swojej kariery występował prawie wyłącznie na argentyńskich boiskach. Wyjątek stanowił sezon 1987/88, gdy reprezentował barwy francuskiego Stade Brestois 29.
Higuaín jest ojcem dwóch piłkarzy: Federico, który występuje obecnie w Columbus Crew oraz Gonzalo, który gra w Juventusie. Jest on żonaty z Nancy Zacarías. Posiada także francuski paszport.

## Sukcesy
| Sezon   | Klub                      | Tytuł                 |
| ------- | ------------------------- | --------------------- |
| 1989/90 | Club Atlético River Plate | Mistrzostwo Argentyny |